# NGC 1192
NGC 1192 ist eine elliptische Galaxie vom Hubble-Typ E5 im Sternbild Eridanus am Südsternhimmel, die schätzungsweise 427 Millionen Lichtjahre von der Milchstraße entfernt ist.

Sie bildet gemeinsam mit NGC 1189, NGC 1190, NGC 1191 und NGC 1199 die Hickson Compact Group 22.
Entdeckt wurde das Objekt am 2. Dezember 1885 von dem US-amerikanischen Astronomen Francis Leavenworth.